# Chrysopogon harpaleus
Chrysopogon harpaleus är en tvåvingeart som beskrevs av Clements 1985. Chrysopogon harpaleus ingår i släktet Chrysopogon och familjen rovflugor. Inga underarter finns listade i Catalogue of Life.